# Vasilij Nikitič Mitrohin
Vasilij Nikitič Mitrohin (rusko Василий Никитич Митрохин), ruski častnik in prebežnik, * 3. marec 1922, Jurasovo, † 23. januar 2004, London.
Leta 1948 je vstopil v sovjetsko zunanjo obveščevalno službo. Po delu v tujini je bil premeščen v arhiv FCD, kjer je pričel delati povzetke dokumentov in jih spravljal v dve svoji dači. Leta 1992 ga je SIS skupaj z njegovo družino in povzetki dokumentov spravila iz Rusije. Povzetki so predstavljali največjo zbirko obveščevalnih podatkov o sovjetskih obveščevalnih službah in operacijah; z njegovo pomočjo so razkrili večje število sovjetskih vohunov po svetu. 